# Detsl aka Le Truk
«Aka Le Truk» — третий студийный альбом российского рэп-исполнителя ДеЦла, выпущенный на аудиокассетах и компакт-дисках 29 февраля 2004 года на лейбле «Universal Music Russia».
Альбом был выпущен после трёхлетнего перерыва, ознаменовав возвращение ДеЦла на сцену с новым творческим псевдонимом «Le Truk». Альбом состоит из 16 песен и 4 интерлюдий и был записан в период с 2002 по 2003 год на московской студии D&D Music. В записи альбома приняли участие рэперы Батишта, МC Молодой, Лигалайз, а также R&B-исполнители Кнара и Карина Сербина.
Музыку для альбома создали DJ LA, Bump, DJ 108, DJ Тоник, А. Карлов, M.C. Beat, М.В. Хомич и DJ Shooroop при содействии DJ Nik-One (скретчи). Все тексты для альбома написал ДеЦл, кроме песен «Сучки» (ДеЦл и Батишта), «Pizness» (ДеЦл и МC Молодой) и «Бог есть» (ДеЦл и Лигалайз).

## История псевдонима Le Truk и песен
Новый псевдоним ДеЦла «Le Truk» был придуман в 2000 году во время прямого эфира на радио «Станция 2000», где Shooroop читал рэп по-французски, и чтобы передать микрофон Кириллу, закончил свой куплет словами «C’est Detsl qui va attaquer le truk!», по-русски это значит — «Децл атакует фишку». Так слово «le truk» («фишка») стало вторым псевдонимом ДеЦла.
В 2018 году ДеЦл представил сборник Acoustic, записанный совместно с музыкантыми группы «Animal ДжаZ» при участии панк-рок группы «Последние танки в Париже», DJ Worm и Bender. На сборнике представлены новые версии песен «Легалайз», «Потабачим» и «Сучки».

## Видеоклипы
Были сняты видеоклипы на три песни из альбома: «Ночь» (2002), «Потабачим» (2003) и «Бог есть» (2004).
В марте 2002 года на официальном сайте артиста было объявлено, что он занялся записью следующего альбома, и уже записано два новых трека и три скита. В апреле 2002 года на телеканале «MTV Россия» и «Муз-ТВ» вышел видеоклип на песню «Ночь» от ДеЦла и солистки Большого театра Карины Сербиной.
20 ноября 2003 года прошли съёмки видеоклипа на песню «Потабачим». Режиссёром клипа стал Роман Прыгунов.
25 ноября 2003 года на сайте лейбла D&D Music появилась новость о том, что вышел новый сингл ДеЦла «Legalize», на который был снят клип, запрещённый к показу на телевидении.
29 ноября 2003 года на сайте лейбла D&D Music появилась новость о том, что новый альбом будет называться «Aka Le Truk», и в него войдут такие «нашумевшие хиты», как «Legalize» и «Потабачим».
10 января 2004 года на телеканале «MTV Россия» состоялась премьера видеоклипа на песню «Потабачим». Клип попал в ротацию чартов «Русская десятка», «20 самых-самых» и «SMS-чарт».
В апреле 2004 года был снят видеоклип на песню «Бог есть» с участием Лигалайза. Клип снимался в Тунисе под руководством Елены Киппер, известной участием в проекте «Тату» в роли автора текстов и сопродюсера. Премьера клипа на телеканале «MTV Россия» состоялась 17 мая, позже клип попал в ротацию «SMS-чарта».

## Критика
В 2004 году главный редактор портала Rap.ru, Андрей Никитин, написал, что «Децл вырос и готов жадно вкушать прелести взрослой жизни, и новый альбом это демонстрирует»:
Немного в России рэпперов, имеющих столь узнаваемый и столь просто яркий собственный стиль. Но лирика и тексты всё же не «на порядок выше», вопреки словам песни «Рэп — это». Децл не формулирует каких-то эпохальных идей. Вообще весь посыл альбома «Децл aka Le Truk» заключён в том, что «рэп это моя стихия», я хожу на пати и табачу, дурь надо легализовать, и Babylon shall fall. Но, нужно понимать — это музыка для вечеринок, до смысла ли тут? Нужен кач и его хватает в полной мере. И в целом — продукт качественный.
В 2004 году журналист портала Звуки.ру, Александр Мурзак, назвал музыкальный материал вполне пристойным и звук профессиональным, но странная тяга называться «грязным ниггером», будучи обеспеченным с головы до ног белым молодым человеком, понимания не находит и вызывает лишь улыбку:
Обновленный и возмужавший Децл ратует за полный легалайз. Несмотря на кажущуюся продвинутость и концептуальность, стильный звук и девочек на подпевках, Децл сильно подрастерял свой детский шарм. Его лирика стала менее наивной и пафосной, но более безликой и серой, а с таким багажом далеко не уедешь. Растаманская эстетика в воплощении Децла выглядит лишь жалкой пародией на музыку детей солнца. Быть может, он и искренен, но в сознании большинства слушателей он всё так же остаётся тем, про кого писали раньше на заборе. Рэп — это всё-таки музыка бедных и озлобленных (которые потом поднимаются и жируют), а не наоборот.
В 2007 году российский портал Rap.Ru назвал главные альбомы русского рэпа, повлиявшие на развитие жанра с 1990 по 2006 год. Альбом «Aka Le Truk» был назван одним из главных альбомов 2004 года.

## Список композиций
| Номер трека | Название                                               | Участвует           | Музыка                  | Слова            | Время |
| ----------- | ------------------------------------------------------ | ------------------- | ----------------------- | ---------------- | ----- |
| 01          | «Интро»                                                |                     | DJ LA                   |                  | 0:25  |
| 02          | «Москва»                                               | Кнара               | DJ LA                   | ДеЦл             | 3:10  |
| 03          | «Skit»                                                 | Василиса Кудрявцева |                         |                  | 0:07  |
| 04          | «Рэп — это…»                                           |                     | DJ Тоник                | ДеЦл             | 3:39  |
| 05          | «Skit Police» (Диалог из фильма «Rockers»)             |                     |                         |                  | 0:06  |
| 06          | «Легалайз»                                             |                     | А. Карлов               | ДеЦл             | 4:06  |
| 07          | «Потабачим»                                            |                     | DJ 108                  | ДеЦл             | 3:38  |
| 08          | «Skit Money» (Диалог из фильма «Rockers»)              |                     |                         |                  | 0:11  |
| 09          | «Сучки»                                                | Батишта, Кнара      | Bump                    | ДеЦл, Батишта    | 3:22  |
| 10          | «Пати №2»                                              | Кнара               | Bump                    | ДеЦл             | 2:32  |
| 11          | «Represent»                                            |                     | DJ LA                   | ДеЦл             | 2:56  |
| 12          | «Rap For Real»                                         |                     | DJ LA                   | ДеЦл             | 2:38  |
| 13          | «Pizness»                                              | МC Молодой          | DJ 108                  | ДеЦл, МC Молодой | 4:20  |
| 14          | «Skit Babylon Shall Fall» (Диалог из фильма «Rockers») |                     |                         |                  | 0:36  |
| 15          | «War In A Me Backyard»                                 |                     | M.C. Beat               | ДеЦл             | 4:28  |
| 16          | «Любовь после любви»                                   | Кнара               | Bump                    | ДеЦл             | 4:16  |
| 17          | «Личность»                                             | Кнара               | Bump                    | ДеЦл             | 3:54  |
| 18          | «Бог есть»                                             | Лигалайз            | DJ Shooroop, М.В. Хомич | ДеЦл, Лигалайз   | 3:32  |
| 19          | «Москва (Remix)»                                       | Кнара               | DJ LA                   | ДеЦл             | 2:22  |
| 20          | «Ночь»                                                 | Карина Сербина      | М.В. Хомич              | ДеЦл             | 3:33  |

### Чарты и ротации
В 2003 году песни «Москва» и «Личность» прозвучали в хип-хоп-передаче «Фристайл» на «Нашем Радио».
По данным интернет-проекта Moskva.FM, шесть песен из альбома — «Легалайз», «Бог есть», «Москва», «Любовь после любви», «Rap For Real» и «Потабачим» — были в ротации нескольких российских радиостанций с 2009 по 2015 год.

## Участники записи
- ДеЦл — исполнитель (1-20), автор текста (2, 4, 6, 7, 9-13, 15-20), продюсер
- Кнара — вокал (треки: 2, 9, 10, 16, 17, 19)
- Батишта — исполнитель (9), автор текста (9)
- МC Молодой — исполнитель (13), автор текста (13)
- Лигалайз — исполнитель (18), автор текста (18)
- Карина Сербина — вокал (20)
- Василиса Кудрявцева — исполнитель (3)
- DJ LA — автор музыки (1, 2, 11, 12, 19)
- Bump — автор музыки (9, 10, 16, 17)
- DJ 108 — автор музыки (7, 13)
- DJ Тоник — автор музыки (4)
- А. Карлов — автор музыки (6)
- M.C. Beat — автор музыки (15)
- М.В. Хомич — гитара (18), автор музыки (20)
- DJ Shooroop — автор музыки (18); запись, сведение и мастеринг на студии D&D Music
- DJ Nick1 — скретчи
- Григорий Зорин — исполнительный продюсер
- Василий Кудрявцев — фотограф